# Kvalifikace na Mistrovství Evropy ve fotbale 2020 – skupina B
Skupina B kvalifikace na mistrovství Evropy ve fotbale 2020 je jednou z 10 kvalifikačních skupin na tento šampionát. Přímý postup na závěrečný turnaj si zajistí první 2 týmy. Na rozdíl od předchozích evropských kvalifikací do baráže nepostoupí týmy na základě pořadí v kvalifikační skupině, ale podle konečného žebříčku v jednotlivých skupinách (ligách A–D) Ligy národů UEFA 2018/19.

## Výsledky
| Legenda                                                                         |
| ------------------------------------------------------------------------------- |
| Vítěz skupiny a druhý v pořadí postupující přímo na šampionát                   |
| Týmy postupující do baráže o účast na šampionátu                                |
| V křížové tabulce vpravo je domácí tým v levém sloupci, hostující v horní řadě. |

### Tabulka
| Tým         | Z | V | R | P | VG | IG | +/- | B  |
| ----------- | - | - | - | - | -- | -- | --- | -- |
| Ukrajina    | 8 | 6 | 2 | 0 | 17 | 4  | +13 | 20 |
| Portugalsko | 8 | 5 | 2 | 1 | 22 | 6  | +16 | 17 |
| Srbsko      | 8 | 4 | 2 | 2 | 17 | 17 | 0   | 14 |
| Lucembursko | 8 | 1 | 1 | 6 | 7  | 16 | -9  | 4  |
| Litva       | 8 | 0 | 1 | 7 | 5  | 25 | -20 | 1  |

|             | Ukrajina | Portugalsko | Srbsko | Lucembursko | Litva |
| ----------- | -------- | ----------- | ------ | ----------- | ----- |
| Ukrajina    | —        | 1:0         | 5:0    | 1:0         | 2:0   |
| Portugalsko | 0:0      | —           | 1:1    | 3:0         | 6:0   |
| Srbsko      | 2:2      | 2:4         | —      | 3:2         | 4:1   |
| Lucembursko | 1:2      | 0:2         | 1:3    | —           | 2:1   |
| Litva       | 0:3      | 1:5         | 1:2    | 1:1         | —     |

### Zápasy
| 22. března 2019 20:45      |        |             |                                                                                 |
| Lucembursko                | 2 : 1  | Litva       | Stade Josy Barthel, Lucemburk diváci: 3 353 rozhodčí: Roi Reinshreiber (Izrael) |
| Barreiro 45' Rodrigues 55' | Zpráva | Černych 14' | Stade Josy Barthel, Lucemburk diváci: 3 353 rozhodčí: Roi Reinshreiber (Izrael) |

| 22. března 2019 20:45 |        |          |                                                                           |
| Portugalsko           | 0 : 0  | Ukrajina | Estádio da Luz, Lisabon diváci: 58 355 rozhodčí: Clément Turpin (Francie) |
|                       | Zpráva |          | Estádio da Luz, Lisabon diváci: 58 355 rozhodčí: Clément Turpin (Francie) |

| 25. března 2019 20:45 |        |                                     |                                                                                   |
| Lucembursko           | 1 : 2  | Ukrajina                            | Stade Josy Barthel, Lucemburk diváci: 4 653 rozhodčí: Mattias Gestranius (Finsko) |
| Turpel 34'            | Zpráva | Tsyhankov 40' Rodrigues 90+3' (vl.) | Stade Josy Barthel, Lucemburk diváci: 4 653 rozhodčí: Mattias Gestranius (Finsko) |

| 25. března 2019 20:45 |        |                 |                                                                            |
| Portugalsko           | 1 : 1  | Srbsko          | Estádio da Luz, Lisabon diváci: 50 342 rozhodčí: Szymon Marciniak (Polsko) |
| Danilo 42'            | Zpráva | Tadić 7' (pen.) | Estádio da Luz, Lisabon diváci: 50 342 rozhodčí: Szymon Marciniak (Polsko) |

| 7. června 2019 20:45 |        |               |                                                                     |
| Litva                | 1 : 1  | Lucembursko   | LFF Stadium, Vilnius diváci: 3 263 rozhodčí: Ádám Farkas (Maďarsko) |
| Novikovas 74'        | Zpráva | Rodrigues 21' | LFF Stadium, Vilnius diváci: 3 263 rozhodčí: Ádám Farkas (Maďarsko) |

| 7. června 2019 20:45                                  |        |        |                                                                           |
| Ukrajina                                              | 5 : 0  | Srbsko | Arena Lviv, Lvov diváci: 34 700 rozhodčí: Antonio Mateu Lahoz (Španělsko) |
| Tsyhankov 26', 28' Konoplyanka 46', 75' Yaremchuk 59' | Zpráva |        | Arena Lviv, Lvov diváci: 34 700 rozhodčí: Antonio Mateu Lahoz (Španělsko) |

| 10. června 2019 20:45                       |        |                      |                                                                                   |
| Srbsko                                      | 4 : 1  | Litva                | Stadion Crvena Zvezda, Bělehrad diváci: 52 rozhodčí: Adrien Jaccottet (Švýcarsko) |
| A. Mitrović 20', 34' Jović 35' Ljajić 90+2' | Zpráva | Novikovas 71' (pen.) | Stadion Crvena Zvezda, Bělehrad diváci: 52 rozhodčí: Adrien Jaccottet (Švýcarsko) |

| 10. června 2019 20:45 |        |             |                                                                      |
| Ukrajina              | 1 : 0  | Lucembursko | Arena Lviv, Lvov diváci: 34,700 rozhodčí: Peter Kralović (Slovensko) |
| Yaremchuk 6'          | Zpráva |             | Arena Lviv, Lvov diváci: 34,700 rozhodčí: Peter Kralović (Slovensko) |

| 7. září 2019 18:00 |        |                                         |                                                                                |
| Litva              | 0 : 3  | Ukrajina                                | LFF Stadium, Vilnius diváci: 5 067 rozhodčí: Irfan Peljto (Bosna a Hercegovina |
|                    | Zpráva | Zinchenko 7' Marlos 27' Malinovskyi 62' | LFF Stadium, Vilnius diváci: 5 067 rozhodčí: Irfan Peljto (Bosna a Hercegovina |

| 7. září 2019 20:45             |        |                                                  |                                                                                 |
| Srbsko                         | 2 : 4  | Portugalsko                                      | Stadion Crvena Zvezda, Bělehrad diváci: 39 839 rozhodčí: Cüneyt Çakır (Turecko) |
| Milenković 68' A. Mitrović 85' | Zpráva | Carvalho 42' Guedes 58' Ronaldo 80' B. Silva 86' | Stadion Crvena Zvezda, Bělehrad diváci: 39 839 rozhodčí: Cüneyt Çakır (Turecko) |

| 10. září 2019 20:45 |        |                                                 |                                                                       |
| Litva               | 1 : 5  | Portugalsko                                     | LFF Stadium, Vilnius diváci: 5 067 rozhodčí: Bas Nijhuis (Nizozemsko) |
| Andriuškevičius 28' | Zpráva | Ronaldo 7' (pen.), 62', 65', 76' Carvalho 90+2' | LFF Stadium, Vilnius diváci: 5 067 rozhodčí: Bas Nijhuis (Nizozemsko) |

| 10. září 2019 20:45 |        |                                   |                                                                              |
| Lucembursko         | 1 : 3  | Srbsko                            | Stade Josy Barthel, Lucemburk diváci: 6 373 rozhodčí: Orel Grinfeld (Izrael) |
| Turpel 66'          | Zpráva | A. Mitrović 36', 78' Radonjić 55' | Stade Josy Barthel, Lucemburk diváci: 6 373 rozhodčí: Orel Grinfeld (Izrael) |

| 11. října 2019 20:45                |        |             |                                                                                   |
| Portugalsko                         | 3 : 0  | Lucembursko | Estádio José Alvalade, Lisabon diváci: 47 305 rozhodčí: Daniel Stefański (Polsko) |
| B. Silva 16' Ronaldo 65' Guedes 89' | Zpráva |             | Estádio José Alvalade, Lisabon diváci: 47 305 rozhodčí: Daniel Stefański (Polsko) |

| 11. října 2019 20:45 |        |       |                                                                              |
| Ukrajina             | 2 : 0  | Litva | Stadion Metalist, Charkov diváci: 32 500 rozhodčí: Harald Lechner (Rakousko) |
| Malinovskyi 29', 58' | Zpráva |       | Stadion Metalist, Charkov diváci: 32 500 rozhodčí: Harald Lechner (Rakousko) |

| 14. října 2019 20:45 |        |                      |                                                                        |
| Litva                | 1 : 2  | Srbsko               | LFF Stadium, Vilnius diváci: 2,787 rozhodčí: Paweł Raczkowski (Polsko) |
| Kazlauskas 79'       | Zpráva | A. Mitrović 49', 53' | LFF Stadium, Vilnius diváci: 2,787 rozhodčí: Paweł Raczkowski (Polsko) |

| 14. října 2019 20:45        |        |                    |                                                                                               |
| Ukrajina                    | 2 : 1  | Portugalsko        | Národní sportovní komplex Olimpijskyj, Kyjev diváci: 65 883 rozhodčí: Anthony Taylor (Anglie) |
| Yaremchuk 6' Yarmolenko 27' | Zpráva | Ronaldo 72' (pen.) | Národní sportovní komplex Olimpijskyj, Kyjev diváci: 65 883 rozhodčí: Anthony Taylor (Anglie) |

| 14. listopadu 2019 20:45                                         |        |       |                                                                       |
| Portugalsko                                                      | 6 : 0  | Litva | Estádio Algarve, Faro diváci: 18 534 rozhodčí: Ruddy Buquet (Francie) |
| Ronaldo 7' (pen.), 22', 65' Pizzi 52' Paciência 56' B. Silva 63' | Zpráva |       | Estádio Algarve, Faro diváci: 18 534 rozhodčí: Ruddy Buquet (Francie) |

| 14. listopadu 2019 20:45          |        |                          |                                                                                       |
| Srbsko                            | 3 : 2  | Lucembursko              | Stadion Crvena Zvezda, Bělehrad diváci: 1 560 rozhodčí: Serdar Gözübüyük (Nizozemsko) |
| A. Mitrović 11', 43' Radonjić 70' | Zpráva | Rodrigues 54' Turpel 75' | Stadion Crvena Zvezda, Bělehrad diváci: 1 560 rozhodčí: Serdar Gözübüyük (Nizozemsko) |

| 17. listopadu 2019 15:00 |        |                           |                                                                                     |
| Lucembursko              | 0 : 2  | Portugalsko               | Stade Josy Barthel, Lucemburk diváci: 8 000 rozhodčí: Jesús Gil Manzano (Španělsko) |
|                          | Zpráva | Fernandes 39' Ronaldo 86' | Stade Josy Barthel, Lucemburk diváci: 8 000 rozhodčí: Jesús Gil Manzano (Španělsko) |

| 17. listopadu 2019 15:00        |        |                              |                                                                                |
| Srbsko                          | 2 : 2  | Ukrajina                     | Stadion Crvena Zvezda, Bělehrad diváci: 4 457 rozhodčí: Bobby Madden (Skotsko) |
| Tadić 9' (pen.) A. Mitrović 56' | Zpráva | Yaremchuk 32' Besyedin 90+3' | Stadion Crvena Zvezda, Bělehrad diváci: 4 457 rozhodčí: Bobby Madden (Skotsko) |